# 13123 Tyson
Tyson (asteróide 13123) é um asteróide da cintura principal, a 1,7203625 UA. Possui uma excentricidade de 0,2708828 e um período orbital de 1 323,79 dias (3,62 anos).
Tyson tem uma velocidade orbital média de 19,39016138 km/s e uma inclinação de 23,31617º.
Este asteróide foi descoberto em 16 de maio de 1994 por Carolyn Shoemaker, David Levy.